# Bani Mallal
Bani Mallal (arab. ‏بني ملال‎; fr. Béni Mellal) – miasto w środkowym Maroku, u podnóża Atlasu Średniego, siedziba administracyjna regionu Bani Mallal-Chunajfira i prowincji Bani Mallal. W 2014 roku liczyło ok. 193 tys. mieszkańców.
Bani Mallal zalicza się do najszybciej rozwijających się miast Maroka. Nie zachowało się tu wiele zabytków – do naszych czasów dotrwała jedynie niewielka medyna. W mieście w każdy wtorek odbywa się tradycyjny targ.